# Isla Blanco (Sandwich del Sur)
La isla Blanco o isla Blanca  es una pequeña isla deshabitada que integra el archipiélago de las Sandwich del Sur, en el mar del Scotia (o mar de las Antillas del Sur).
Está situada entre la isla Jorge y el grupo Tule del Sur, del que está separada por el pasaje Forster.
En el contorno de esta isla se ubican cuatro de los puntos que determinan las líneas de base de la República Argentina, a partir de las cuales se miden los espacios marítimos que rodean al archipiélago. Su nombre fue otorgado por los marinos españoles debido a las formaciones de tipo caliza que daban su aspecto blanco a la isla.
La isla nunca fue habitada ni ocupada, y como el resto de las Sandwich del Sur es reclamada por el Reino Unido junto territorio británico de ultramar de las Islas Georgias del Sur y Sandwich del Sur, y por la República Argentina, que la hace parte del departamento Islas del Atlántico Sur dentro de la provincia de Tierra del Fuego, Antártida e Islas del Atlántico Sur.

## Geografía
Tiene una forma rectangular de 8,3 km de largo por 6,5 km de ancho y un área de 46 km², siendo la segunda isla más grande del archipiélago. Está totalmente cubierta de glaciares, es montañosa y sus costas son inaccesibles. 
Junto con la isla Jorge y la isla Saunders, se las suele agrupar como «islas Centrales».
Tiene varios volcanes superpuestos, con poca actividad volcánica y cuenta con un macizo central, cuyo punto más elevado es el monte Darnley de 1100 m s. n. m. El monte Sourabaya de 915 m s. n. m. y al noroeste del Darnley, recibió su nombre por el barco noruego homónimo que presenció su erupción en 1935. En el este se halla el Pico Havfruen.
Las erupciones volcánicas fueron reportadas en 1823, 1935, 1936, 1950, 1956 y 2016; esta última en el monte Sourabaya. A fines de 2013 el área sufrió un terremoto. Previamente, el 15 de julio de ese mismo año, un sismo de 7.3 grados de magnitud se registró a 213 km de isla, a una profundidad de 31.3 km y a una intensidad Mercalli de VII.
Hacia el oeste hay tres islotes rocosos, siendo la roca Freezland el más grande y más occidental (59°3′S 26°44′O / -59.050, -26.733), que es una roca puntiaguda de 305 m de alto localizada a 4 km de la costa. Los otros dos son la roca Cerretti o Grindle, de 215 m de alto y a 1,3 km de la costa; y la roca Wilson, de 150 m de altura, y a 2,6 km de la costa oeste. El extremo sur de la isla es la punta Harker, el norte la punta Teniente Santi o Fryer, el oeste la punta Turmoil, y el este la punta Peñón.

## Historia y toponimia
La isla fue descubierta en 1530 por marineros españoles de la expedición de Magallanes  
En enero de 1775 fue avistada por la  la expedición de James Cook en su barco Resolution, quien la llamó Bristol en homenaje al oficial naval Augustus Hervey. El primer desembarco conocido en la isla fue realizado por Carl Anton Larsen en 1908, en busca de sitios potenciales para bases de la industria ballenera.
En febrero de 1952 sus costas fueron recorridas por el personal de los buques argentinos ARA Hércules y ARA Sarandí. Estos barcos recorrieron las costas de las Sandwich del Sur como parte de la denominada «Operación Foca» dentro de la campaña antártica argentina de 1951-1952.
Posteriormente, en enero de 1956, los científicos argentinos del Refugio Teniente Esquivel observaron una erupción que duró 48 horas y que arrojó tres chorros verticales de lava. Ese mismo año, la Argentina le asignó a la isla el nombre Blanco.
En 1935, un buque ballenero reportó una erupción.